# Schizoglossum elingue
Schizoglossum elingue är en oleanderväxtart. Schizoglossum elingue ingår i släktet Schizoglossum och familjen oleanderväxter.

## Underarter
Arten delas in i följande underarter:
- S. e. elingue
- S. e. purpureum